# 璜田乡
璜田乡，是中华人民共和国安徽省黄山市歙县下辖的一个乡镇级行政单位。

## 行政区划
璜田乡下辖以下地区：
璜田村、六联村、蜈蚣岭村、胡埠口村、沙坦村、璜蔚村和天堂村。

## 文物保护
璜田乡拥有安徽省文物保护单位2处：
- 蜈蚣岭梯田及大队部旧址（第六批省保，6-173），现代，璜田乡蜈蚣岭村
- 璜田戏台（第七批省保，7-60），清，璜田乡璜田村